# Helen Murray Free
Helen Murray Free (Pittsburgh, 20 de fevereiro de 1923 - Elkhart, Indiana, 1 de maio de 2021) foi uma química estadunidense.

## Patentes
- Free et al., U.S. Patent 3,087,794, " Chemical test for differentiating leucocytes from erythrocytes"
- Free, U.S. Patent 2,912,309, “Indicator for detecting glucose”